# Listă de aeroporturi după codul ICAO: Q
Mai jos este lista de aeroporturi al căror cod ICAO începe cu litera Q.
Această listă este generată cu date din Wikidata și este actualizată periodic de un robot.
 Editările făcute în listă vor fi șterse la următoarea actualizare!